# Mike Tyson
Mike Tyson (Brooklyn, New York, 30. lipnja 1966.), poznat i kao Malik Abdul Aziz, umirovljeni je američki boksač, bivši svjetski prvak u teškoj kategoriji. Jedan je od najpopularnijih, ali i najkontroverznijih sportaša svih vremena, poznat koliko po svojem izuzetno jakom udarcu, toliko i po optužbama za silovanje, brojnim incidentima u i oko ringa te po trogodišnjem boravku u zatvoru.

## Životopis
Tyson je bivši prvak svijeta i drži rekord kao najmlađi boksač koji je osvojio naslove u teškoj kategoriji po verzijama WBC, WBA i IBF u s 20 godina, 4 mjeseci i 22 dana starosti. Tyson je pobijedio svojih prvih 19 profesionalnih borbi prekidom, 12 od njih u prvoj rundi. WBC-ov naslov je osvojio 1986. nakon pobjede protiv Trevora Berbicka tehničkim nokautom u drugom rundi. 1987, Tyson dodaje WBA i IBF naslova nakon pobjeda protiv Jamesa Smitha i Tonyja Tuckera. Bio je prvi boksač u teškoj kategoriji koji je istovremeno držao naslove po verzijama WBC, WBA i IBF.
1988. godine Tyson je postao ''dužni'' prvak kad je pobijedio Michaela Spinksa nakon 91 sekunde. Tyson je uspješno obranio naslov svjetskog prvaka u teškoj kategoriji devet puta, uključujući i pobjede nad Larryjem Holmesom i Frankom Brunom. U 1990, izgubio njegov naslov izgubivši od Jamesa "Bustera" Douglasa, nokautom u 10. rundi. Pokušavajući opet doći do naslova, pobijedio je Donovana Ruddocka dvaput 1991., ali je odustao iz borbe s prvakom u teškoj kategoriji Evanderom Holyfieldom zbog ozljede. 1992. godine Tyson osuđen za silovanje Desiree Washington i osuđen na šest godina zatvora, ali je otpušten nakon tri godine. Nakon puštanja, odradio je niz povratničkih borbi. 1996., je osvojio naslove WBC i WBA pobijedivši Franka Bruna i Brucea Seldona nokautom. S pobjedom protiv Bruna, Tyson se pridružio Floydu Pattersonu, Muhammadu Aliu, Timu Witherspoonu, Evanderu Holyfieldu i George Foremanu kao jedinim ljudima u povijesti boksa kojima je do tada uspjelo ponovo osvojiti naslov svjetskog prvaka u teškoj kategoriji nakon što su ga izgubili. Nakon osvajanja naslova po WBC-u, Tyson je izgubio naslov po verziji WBA protiv Evandera Holyfielda koji ga je u studenom 1996 pobijedio u 11. rundi tehničkim nokautom.Pokušao je uzvratiti 1997. Holyfieldu, ali je borba završila kada je Tyson bio diskvalificiran zbog ugriza za uho.
1999. su godine bila razmatranja da će se vratiti u ring 2. listopada te godine. Protivnik nije bio određen, a prema La Gazzeti dello sport, Tyson se trebao boriti protiv Axela Schultza ili Željka Mavrovića. Borba se trebala odviti u Las Vegasu u MGM Grand Hotel and Casino.
U 2002., borio se za naslov svjetskog prvaka u teškoj kategoriji u dobi od 35, gubi nokautom od Lennoxa Lewisa. Povukao se iz profesionalnog boksa u 2006., nakon što je nokautirao protivnike u borbama protiv Dannyja Williamsa i Kevina McBridea. Tyson je proglasio stečaj 2003., unatoč ogromnoj zaradi i dobitku preko 80 milijuna za nekoliko njegovih borbi i 300 milijuna tijekom svoje karijere. Tyson je poznat po njegovom bijesnom i zastrašujućem boksačkom stilu, kao i njegovom kontroverznom ponašanju unutar i izvan ringa. Prozvan "Najopasniji čovjek na planeti", "Mali dinamita" i "Iron Mike", Tyson se smatra jednim od najboljih teškaša svih vremena. On je broj 1 na popisu ESPN.com "najjačih udarača u povijesti teške kategorije".  Primljen je u Međunarodnu boksačku Kuću Slavnih  (Boxing Hall of Fame) i Svjetsku Kuću Slavnih  ( World Boxing Hall of Fame).
Malo je istaknuta brižna strana Mikea Tysona. Mnoge priče nisu nikad ispričane. Poštivao je dobre boksače i pomagao ih. Popis boksača kojih je financijski pomogao respektabilan je. Mnogima je u teškim trenutcima platio za obiteljske sprovode, davao gotovinu i pomogao ih smjestiti ih u ustanove za rehabilitaciju. Bivši svjetski teškaki prvak Tim Witherspoon posvjedočio je kako mu je Tyson bez izvukao ga vanka, ne rekavši ni riječi, stavio mu nekoliko tisuća dolara u džep i rekao neka se drži. U to je vrijeme Witherspoon tužio promotora Dona Kinga za izgubljenu dobit.
Jedna je lijepa priča o Tysonu i u svezi s hrvatskim boksom. Pod svoje je uzeo jednog velikog hrvatskog boksača koji je tih godina nestao s pozornice. Bilo je to u vrijeme prije borbe s Lewisom u kojoj je Tyson teško poražen. Tyson je nekoliko dana pred borbu uočio u prvom redu kazinske vježbaonice visokog mršavog čovjeka koji je sjedio poput strvrinara na grani. Tyson je prekinuo trening i prišao neznancu. Prepoznavši Mavrovića, zazvao ga je imenom, na šta je oslabljeni Mavrović teturavo ustao i pošao k Tysonu. Nakon prijateljskog zagrljaja, Tyson ga je odveo u privatni dio dvorane. Bilo je to u vrijeme Mavrović kad je opaka bolest napala Željka Mavrovića, zbog koje je izgubio šest stoneova težine. Lewis je sljedećeg dana vidio Mavrovića, jednostavno kimnuvši glavom prema njemu. Nakon završene borbe u lipnju 2002., legendarni borci Womack, Botha i Witherspoon nisu bili iznenađeni iskrenošću Tysonovih komentara, kad je nakon te borbe Tyson porazgovarao s Mavrovićem.

## Ostalo
Supruge: Lakiha Spicer (vj. 2009.), Monica Turner (vj. 1997. – 2003.),Robin Givens (vj. 1988. – 1989.)
Djeca: Rayna Tyson, Amir Tyson, Milan Tyson, Morocco Tyson
Filmovi i TV emisije: Tyson 

## Videoigre
Tyson je strateški uložio u ekipu Fade 2 Karma, najpoznatiju po Hearthstone igračima. Službeni pogon za profesionalne gamere i streamere ekipe bit će smješten u Kaliforniji, blizu Tyson Rancha, boksačeve tvrtke koja se bavi distribucijom kanabisa. Novi pogon zvat će se Ranch House, uključivat će privatne prostorije za streamanje, pozornicu za natjecanja, sobu za produkciju, dok će krov biti rezerviran za tulume. Ono po čemu će se svakako razlikovati od drugih sličnih zdanja koja niču diljem svijeta je svakako blizina sjedišta Tysonove tvrtke.
Boksač također razvija i Tyson Ranch Resort na 420 hektara za luksuzni odmor, zabavu i istraživanje kanabisa, dva sata vožnje udaljen od Los Angelesa.

## Profesionalni boks - Borbe
| 50 Pobjeda (44 nokautom, 6 odlukom sudaca), 6 Poraza (5 nokautom, 1 diskvalifikacijom), 2 Nevažeće |          |          |                   |       |                     |         |         |                                                             |
| Br.                                                                                                | Rezultat | Rekord   | Protivnik         | Način | Datum               | Runda   | Vrijeme | Mjesto održavanja                                           |
| 58                                                                                                 | Poraz    | 50-6 (2) | Kevin McBride     | TKO   | 11. lipnja 2005.    | 7 (10)  | 3:00    | Washington SAD                                              |
| 57                                                                                                 | Poraz    | 50-5 (2) | Danny Williams    | KO    | 30. srpnja 2004.    | 4 (10)  | 2:51    | Louisville, Kentucky SAD                                    |
| 56                                                                                                 | Pobjeda  | 50-4 (2) | Clifford Etienne  | KO    | 22. veljače 2003.   | 1 (10)  | 0:49    | Memphis, Tennessee SAD                                      |
| 55                                                                                                 | Poraz    | 49-4 (2) | Lennox Lewis      | KO    | 8. lipnja 2002.     | 8 (10)  | 2:25    | Memphis, Tennessee SAD                                      |
| 54                                                                                                 | Pobjeda  | 49-3 (2) | Brian Nielsen     | TKO   | 13. listopada 2001. | 7 (10)  | 3:00    | Parken Stadium, Kopenhagen Danska                           |
| 53                                                                                                 | Nevažeća | 48-3 (2) | Andrew Golota     | NC    | 20. listopada 2000. | 3 (10)  | 3:00    | Auburn Hills, Michigan SAD                                  |
| 52                                                                                                 | Pobjeda  | 48-3 (1) | Lou Savarese      | TKO   | 24. lipnja 2000.    | 1 (10)  | 0:38    | Hampden Park, Glasgow Škotska                               |
| 51                                                                                                 | Pobjeda  | 47-3 (1) | Julius Francis    | TKO   | 29. siječnja 2000.  | 2 (10)  | 1:03    | Manchester, Engleska Engleska                               |
| 50                                                                                                 | Nevažeća | 46-3 (1) | Orlin Norris      | NC    | 23. listopada 1999. | 1 (10)  | 3:00    | Paradise, Nevada SAD                                        |
| 49                                                                                                 | Pobjeda  | 46-3     | Francois Botha    | KO    | 16. siječnja 1999.  | 5 (10)  | 2:59    | Paradise, Nevada SAD                                        |
| 48                                                                                                 | Poraz    | 45-3     | Evander Holyfield | DQ    | 28. lipnja 1997.    | 3 (12)  | 3:00    | Paradise, Nevada SAD                                        |
| 47                                                                                                 | Poraz    | 45-2     | Evander Holyfield | TKO   | 9. studenog 1996.   | 11 (12) | 0:37    | Paradise, Nevada SAD                                        |
| 46                                                                                                 | Pobjeda  | 45-1     | Bruce Seldon      | TKO   | 7. rujna 1996.      | 1 (12)  | 1:49    | Paradise, Nevada SAD                                        |
| 45                                                                                                 | Pobjeda  | 44-1     | Frank Bruno       | TKO   | 16. ožujka 1996.    | 3 (12)  | 0:50    | Paradise, Nevada SAD                                        |
| 44                                                                                                 | Pobjeda  | 43-1     | Buster Mathis Jr. | KO    | 16. prosinca 1995.  | 3 (12)  | 2:32    | Philadelphia, Pennsylvania SAD                              |
| 43                                                                                                 | Pobjeda  | 42-1     | Peter McNeeley    | DQ    | 19. kolovoza 1995.  | 1 (12)  | 1:29    | Paradise, Nevada SAD                                        |
| 42                                                                                                 | Pobjeda  | 41-1     | Donovan Ruddock   | UD    | 28. lipnja 1991.    | 12 (12) | 3:00    | Paradise, Nevada SAD                                        |
| 41                                                                                                 | Pobjeda  | 40-1     | Donovan Ruddock   | TKO   | 18. ožujka 1991.    | 7 (12)  | 2:22    | Paradise, Nevada SAD                                        |
| 40                                                                                                 | Pobjeda  | 39-1     | Alex Stewart      | TKO   | 8. prosinca 1990.   | 1 (10)  | 2:27    | Atlantic City, New Jersey SAD                               |
| 39                                                                                                 | Pobjeda  | 38-1     | Henry Tillman     | KO    | 16. lipnja 1990.    | 1 (12)  | 2:47    | Paradise, Nevada SAD                                        |
| 38                                                                                                 | Poraz    | 37-1     | Buster Douglas    | KO    | 11. veljače 1990.   | 10 (12) | 1:22    | Tokio, Japan                                                |
| 37                                                                                                 | Pobjeda  | 37-0     | Carl Williams     | TKO   | 21. srpnja 1989.    | 1 (12)  | 1:33    | Atlantic City, New Jersey SAD                               |
| 36                                                                                                 | Pobjeda  | 36-0     | Frank Bruno       | TKO   | 25. veljače 1989.   | 5 (12)  | 2:55    | Winchester, Nevada SAD                                      |
| 35                                                                                                 | Pobjeda  | 35-0     | Michael Spinks    | KO    | 27. lipnja 1988.    | 1 (12)  | 1:31    | Atlantic City, New Jersey SAD                               |
| 34                                                                                                 | Pobjeda  | 34-0     | Tony Tubbs        | TKO   | 21. ožujka 1988.    | 2 (12)  | 2:54    | Tokio, Japan                                                |
| 33                                                                                                 | Pobjeda  | 33-0     | Larry Holmes      | KO    | 22. siječnja 1988.  | 4 (12)  | 2:55    | Atlantic City, New Jersey SAD                               |
| 32                                                                                                 | Pobjeda  | 32-0     | Tyrell Biggs      | TKO   | 16. listopada 1987. | 7 (15)  | 2:59    | Atlantic City, New Jersey SAD                               |
| 31                                                                                                 | Pobjeda  | 31-0     | Tony Tucker       | UD    | 1. kolovoza 1987.   | 12 (12) | 3:00    | Winchester, Nevada SAD                                      |
| 30                                                                                                 | Pobjeda  | 30-0     | Pinklon Thomas    | TKO   | 30. svibnja 1987.   | 6 (12)  | 2:00    | Winchester, Nevada SAD                                      |
| 29                                                                                                 | Pobjeda  | 29-0     | James Smith       | UD    | 7. ožujka 1987.     | 12 (12) | 3:00    | Winchester, Nevada SAD                                      |
| 28                                                                                                 | Pobjeda  | 28-0     | Trevor Berbick    | TKO   | 22. listopada 1986. | 2 (12)  | 2:35    | Winchester, Nevada SAD                                      |
| 27                                                                                                 | Pobjeda  | 27-0     | Alfonso Ratliff   | TKO   | 6. rujna 1986.      | 2 (10)  | 1:41    | Winchester, Nevada SAD                                      |
| 26                                                                                                 | Pobjeda  | 26-0     | José Ribalta      | TKO   | 17. kolovoza 1986.  | 10 (10) | 1:37    | Trump Plaza Hotel and Casino, Atlantic City, New Jersey SAD |
| 25                                                                                                 | Pobjeda  | 25-0     | Marvis Frazier    | KO    | 26. srpnja 1986.    | 1 (10)  | 0:30    | Glens Falls, New York SAD                                   |
| 24                                                                                                 | Pobjeda  | 24-0     | Lorenzo Boyd      | KO    | 11. srpnja 1986.    | 2 (10)  | 1:43    | Troy, New York SAD                                          |
| 23                                                                                                 | Pobjeda  | 23-0     | William Hosea     | KO    | 28. lipnja 1986.    | 1 (10)  | 2:03    | Troy, New York SAD                                          |
| 22                                                                                                 | Pobjeda  | 22-0     | Reggie Gross      | TKO   | 13. lipnja 1986.    | 1 (10)  | 2:36    | Madison Square Garden New York City, New York SAD           |
| 21                                                                                                 | Pobjeda  | 21-0     | Mitch Green       | UD    | 20. svibnja 1986.   | 10 (10) | 3:00    | Madison Square Garden New York City, New York SAD           |
| 20                                                                                                 | Pobjeda  | 20-0     | James Tillis      | UD    | 3. svibnja 1986.    | 10 (10) | 3:00    | Glens Falls, New York SAD                                   |
| 19                                                                                                 | Pobjeda  | 19-0     | Steve Zouski      | KO    | 10. ožujka 1986.    | 3 (10)  | 2:39    | Uniondale, New York SAD                                     |
| 18                                                                                                 | Pobjeda  | 18-0     | Jesse Ferguson    | TKO   | 16. veljače 1986.   | 6 (10)  | 1:19    | Troy, New York SAD                                          |
| 17                                                                                                 | Pobjeda  | 17-0     | Mike Jameson      | TKO   | 24. siječnja 1986.  | 5 (8)   | 0:46    | Trump Plaza Hotel and Casino, Atlantic City, New Jersey SAD |
| 16                                                                                                 | Pobjeda  | 16-0     | David Jaco        | TKO   | 11. siječnja 1986.  | 1 (10)  | 2:16    | Albany, New York SAD                                        |
| 15                                                                                                 | Pobjeda  | 15-0     | Mark Young        | TKO   | 27. prosinca 1985.  | 1 (10)  | 0:50    | Latham, New York SAD                                        |
| 14                                                                                                 | Pobjeda  | 14-0     | Sammy Scaff       | TKO   | 6. prosinca 1985.   | 1 (10)  | 1:19    | New York City, New York SAD                                 |
| 13                                                                                                 | Pobjeda  | 13-0     | Conroy Nelson     | TKO   | 22. studenog 1985.  | 2 (8)   | 0:30    | Latham, New York SAD                                        |
| 12                                                                                                 | Pobjeda  | 12-0     | Eddie Richardson  | KO    | 13. studenog 1985.  | 1 (8)   | 1:17    | Houston, Teksas SAD                                         |
| 11                                                                                                 | Pobjeda  | 11-0     | Sterling Benjamin | TKO   | 1. studenog 1985.   | 1 (8)   | 0:54    | Latham, New York SAD                                        |
| 10                                                                                                 | Pobjeda  | 10-0     | Robert Colay      | KO    | 25. listopada 1985. | 1 (8)   | 0:37    | Atlantis Hotel and Casino, Atlantic City, New Jersey SAD    |
| 9                                                                                                  | Pobjeda  | 9-0      | Donnie Long       | TKO   | 9. listopada 1985.  | 1 (6)   | 1:28    | Trump Plaza Hotel and Casino, Atlantic City, New Jersey SAD |
| 8                                                                                                  | Pobjeda  | 8-0      | Michael Johnson   | KO    | 5. rujna 1985.      | 1 (6)   | 0:39    | Atlantic City, New Jersey SAD                               |
| 7                                                                                                  | Pobjeda  | 7-0      | Lorenzo Canady    | KO    | 15. kolovoza 1985.  | 1 (6)   | 1:05    | Atlantic City, New Jersey SAD                               |
| 6                                                                                                  | Pobjeda  | 6-0      | Larry Sims        | KO    | 19. srpnja 1985.    | 3 (6)   | 2:04    | Poughkeepsie, New York SAD                                  |
| 5                                                                                                  | Pobjeda  | 5-0      | John Alderson     | TKO   | 11. srpnja 1985.    | 2 (6)   | 3:00    | Trump Plaza Hotel and Casino, Atlantic City, New Jersey SAD |
| 4                                                                                                  | Pobjeda  | 4-0      | Ricardo Spain     | TKO   | 20. lipnja 1985.    | 1 (6)   | 0:39    | Atlantic City, New Jersey, SAD                              |
| 3                                                                                                  | Pobjeda  | 3-0      | Don Halpin        | KO    | 23. svibnja 1985.   | 4 (4)   | 1:04    | Albany, New York, SAD                                       |
| 2                                                                                                  | Pobjeda  | 2-0      | Trent Singleton   | TKO   | 10. travnja 1985.   | 1 (4)   | 0:52    | Albany, New York, SAD                                       |
| 1                                                                                                  | Pobjeda  | 1-0      | Hector Mercedes   | TKO   | 6. ožujka 1985.     | 1 (4)   | 1:47    | Albany, New York, SAD                                       |

### Ostali projekti
|  | Zajednički poslužitelj ima još gradiva o temi Mike Tyson |

## Vanjske poveznice
- -     - https://instagram.com/miketyson/ (Instagram)
    - https://plus.google.com/u/0/+MikeTysonLive/posts (ostale usluge)
    - https://twitter.com/miketyson  (Twitter)
- http://miketysonlive.com/  Arhivirana inačica izvorne stranice od 9. svibnja 2015. (Wayback Machine)